# Bernd Rump
Bernd Rump (* 1. Juni 1947 in Dresden) ist ein deutscher Theatermacher und -autor, Lyriker und Songwriter.

## Leben
Rump wurde als Bernd Walter Tschirner geboren und unmittelbar danach von seiner Mutter zur Adoption freigegeben. Nach zwei Jahren im Kinderheim Oelsnitz wurde er von der ursprünglich aus der Bukowina stammenden Familie Rump adoptiert und wuchs in Klingenthal und Bad Blankenburg auf. Im Jahr 1965 machte er Abitur in Rudolstadt und trat in die SED ein. Nach einem Praktikum im Kraftwerk Hirschfelde 1965 begann er ein Studium der Energetik an der TU Dresden bis 1970 und arbeitete anschließend als Ingenieur im Kraftwerksanlagenbau. Er verfasste erste von der damaligen Lyrikwelle beeinflusste Gedichte 1963. Ab 1967 arbeitete er in verschiedenen Songgruppen als Lied- und Lyrikautor, Sänger und Instrumentalist mit. So war er seit 1967 Mitglied der Gruppe Pasaremos in Dresden und gründete 1970 die Songgruppe der TU Dresden. Im Herbst 1971 lernte er die in Dresden studierende Sonja Honecker (1952–2022) kennen, die Tochter des gerade zum Ersten Sekretär und DDR-Machthaber avancierten Erich Honecker, mit der er eine Zeit lang liiert war, bevor sie 1974 seinen chilenischen Freund Leonardo Yáñez Betancourt heiratete. Im Jahr 1972 stieg Rump aus dem Beruf aus, betrieb Kulturarbeit in Dresden und absolvierte ein Studium am Literaturinstitut Leipzig für Lyrik und Lieder. Darauf folgten eine Teilnahme an Poetenseminaren der FDJ und der Eintritt in den Schriftstellerverband der DDR.

## Theaterarbeit
Im Jahr 1975 gründete er die Gruppe Schicht, die 1976 mit der Gründung der Politischen Bühne am Kulturpalast Dresden einen professionellen Status erhielt (später Schicht-Theater). In der offiziellen Aufgabe des Chefdramaturgen bis 1989 verfasste Rump Lieder, Stücke, Stückbearbeitungen und Collagen. Er hatte eigene Konzerte als Liedermacher, in einigen Produktionen auch als Darsteller bzw. Regisseur, und ging auf Tourneen mit der Gruppe bzw. solo im Ausland (Helsinki, Havanna, Luanda, Brazzaville). Daneben war er bis 1983 Berater in der Singebewegung der DDR, Seminarleiter am Poetenseminar, Mentor der Liedermacherseminare des Schriftstellerverbandes in Petzow und Initiator der Werkstatt Lieder und Theater in Dresden. Als Schicht-Programme ab 1984 auf höchster Ebene Anstoß erregten, ermöglichte der Dresdner SED-Bezirksekretär Hans Modrow die Fortsetzung der Arbeit in Dresden. In der Wendezeit erfolgte die Auflösung des Schicht-Theaters.

## Politiker
Am 10. Dezember 1989, einen Monat nach dem Mauerfall, wurde er nach Auflösung des Politbüros und des Zentralkomitees der SED unverhofft als Kulturpolitiker in den Parteivorstand der SED/PDS (bis 1993 und nochmals 1998 bis 2000, jeweils ehrenamtlich) gewählt und initiierte das Kulturforum der PDS. Ab 1994 im Landesvorstand Sachsen der PDS, formulierte er das Landesprogramm und leitete bis 1999 den Wahlkampf. Von 1995 bis 1998 war er Mitarbeiter des MdB Heinrich Graf von Einsiedel. Ab 2000 beriet er die Landtagsfraktion der PDS und Peter Porsch bzw. die Linken im Sächsischen Landtag. Er initiierte und leitete das Alternative Landesentwicklungskonzept (Aleksa) und weitere Projekte. Im Jahr 2004 begründete er die WASG mit, bevor er sich 2009 völlig aus der Politik zurückzog.

## Künstlerische und publizistische Arbeit nach 1990
Er schrieb Theaterkritiken für Dresdner Tageszeitungen, war freier Radiomitarbeiter (Coloradio), promovierte 1994 über den Roman Die Ästhetik des Widerstands von Peter Weiss und hatte einen Lehrauftrag an der TUD. Im Jahr 1994 begründete er das Rocktheater Dresden mit, führte bei der Debütproduktion „Jesus Christ Superstar“ Regie und arbeitete an weiteren Projekten („Megille“, „Bonzje Schweiger“, „Zug des Lebens“, „Das gewöhnliche Wunder“) mit.
- Mitstreiter der Jiddischen Musik- und Theaterwoche Dresden, Soloauftritte mit Detlef Hutschenreuter
- 2007: CD „Der Alte“
- 2010: Autor/Regisseur „Spielt süßer den Tod“ nach Paul Celan für das Rocktheater Dresden, politische Publikationen als Autor und Herausgeber

## Autor
Er bemühte sich um eine Kunst/Kultur, die das Politische einschließt. Seine Lieder-Lyrik weist Anregungen aus der internationalen Popkultur (Beatles, Bob Dylan) auf, die er mit solchen aus der Avantgarde von Majakowski bis zur französischen Moderne zu verbinden suchte. Er verstand dabei den Song als künstlerisch-politisches Statement. Einflüsse von Brecht, Biermann, Beranger und Rimbaud sind bis in die Diktion nachzuvollziehen, desgleichen Einflüsse osteuropäischer Kulturen. Der sozialistische Realismus war dagegen für den erklärten Sozialisten weniger von Interesse. Bedingt auch durch seine Herkunft aus der Song-Szene, waren Rumps Stücke von Anfang an von Multimedialität geprägt. Zumeist Literaturbearbeitungen, verorten sie sich in der Balance zwischen dionysischem und apollinischem Theater (Nietzsche). Wichtige Lehrer (und teils auch Freunde) waren Reinhard Weisbach, Ralf Schröder, Christel und Walfried Hartinger, Peter Gosse sowie Volker Braun. Wichtige Partner waren ihm Jürgen Magister (Komposition), Karin Wolf und Heinz Drewniok (Regie).

## Auszeichnungen
- 1977: Erich-Weinert-Medaille
- 1977: Kunstpreis des FDGB

## Werke (Auswahl)
- Regenbogenlieder. LP (Gruppe Schicht 1976).
- P16. Libretto (UA 1977).
- Poesiealbum 141. Verlag Neues Leben, Berlin 1979.
- Sing-Gedichte. Mit Fotografien von Uwe Steinberg. Verlag Neues Leben, Berlin 1983.
- Der siebte Beweis. Stück (UA 1985).
- Makra. Drama (UA 1987).
- Mykene. Stück (UA 1989).
- Herrschaft und Widerstand. Dissertation. (Shaker Verlag Aachen 1996).
- Müller in der Maske Mommsens. Texte (Verlag Die Scheune Dresden 1999).
- Frühlingsmärchen 1983. Poem (Verlag Die Scheune Dresden 2006).
- Der Alte. CD (Wunderbuntd-Verlag 2007).
- Aufbruch zu neuen Ufern. Essay (Rosa-Luxemburg-Stiftung Sachsen 2008).
- Die Zugfahrt. Prosa (Zeitschrift SIGNUM 2010).
- Spielt süßer den Tod. Theatertext (UA 2010).
- Ein Stückchen Himmel. CD (Wunderbuntd-Verlag 2017).
- Der Traum zuvor – Storyline. Roman (Thelem Universitätsverlag 2021).